# Рада держав Балтійського моря

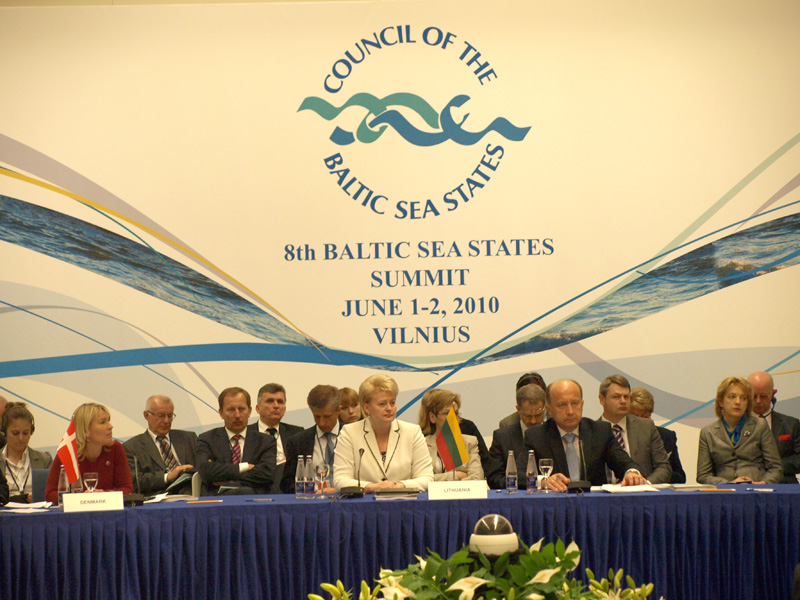
8-й саміт РБКМ у Вільнюсі. 1-2 червня 2010 р.

Емблема Ради країн Балтійського моря

Рада держав Балтійського моря створена в 1992 році. Членами організації є 10 держав регіону Балтійського моря (Данія, Естонія, Ісландія, Латвія, Литва, Норвегія, Польща, Фінляндія, Німеччина, Швеція) та Європейська комісія. 
Україні було надано статус спостерігача в лютому 1999 року. Окрім нашої держави статус спостерігача мають ще 5 країн: Велика Британія, Італія, Нідерланди, Франція та США. 
Пріоритетними напрямками співпраці країн-членів РДБМ є забезпечення стабільного розвитку регіону, розвиток торговельно-економічного співробітництва, здійснення спільних заходів по охороні довкілля, розвиток енергетичних та транспортних мереж, підтримка діяльності демократичних інституцій, сприяння розширенню гуманітарних контактів. 
У своєму виступі під час засідання М.Маймескул наголосив на зацікавленості України розвивати взаємовигідні політичні та торговельно-економічні відносини з державами-членами Ради, брати активну участь у реалізації спільних проектів, які направлені на зміцнення процесу демократичних перетворень, економічне зростання, захист довкілля, боротьбу з організованою злочинністю. 3 огляду на євроінтеграційний курс України для нас є важливим досвід ефективного співробітництва в рамках діяльності ради як організації, яка об'єднує країни-члени Європейського Союзу та країни, які не входять до союзу. 
Окремої уваги у виступі представника України було приділено можливостям налагодження конструктивної співпраці між Організацією Чорноморського економічного співробітництва (ОЧЕС) та РДБМ.
3 березня 2022 року члени Ради держав Балтійського моря одноголосно вирішили відсторонити Росію від подальшої участі в діяльності Ради через вторгнення в Україну.
17 травня 2022 року стало відомо, що Росія вийшла з Ради.